# HD37129
HD37129 є хімічно пекулярною зорею спектрального класу
B3 й має видиму зоряну величину в смузі V приблизно  7,1.

## Пекулярний хімічний вміст
HD37129 належить до Хімічно пекулярних зір з пониженим вмістом гелію 
й в її  зоряній атмосфері спостерігається нестача He у порівнянні з його вмістом в атмосфері Сонця.

## Магнітне поле
Спектр даної зорі вказує на наявність магнітного поля у її зоряній атмосфері.
Напруженість повздовжної компоненти поля оціненої з аналізу
становить  245,1± 311,6 Гаус.